# ボウラード
ボウラード（Bowlards Game、bowlliardsとも）とはポケットビリヤードの競技種目のひとつ。対戦相手とスコアを競うゲームである。手球と1〜10番までの的球を使用し、合法的に的球1つをポケットすると1点獲得となる。シュートミスするまでを1イニングとして2イニングで1フレームと数え、ボウリングと同じ形式でスコアリングを行う。従って満点は300点となる。
日本プロポケットビリヤード連盟(JPBA)の藤間一男がアメリカのビリヤード・マガジンからヒントを得てルールを考案した。

## ルール

### ラック
ラックは順不同の三角形。

```
   ○
  ○○
 ○○○
○○○○
```

### ゲーム
フレームの開始時にラックを組み、ブレイクショットを行う。この際に的球がポケットされないことがあるが、1イニング終了とせずにプレイを続行する。
的球は番号に関係なくポケットすることができるが、すべてシュートする的球の番号とシュートするポケットを1球ごとに指定するコールショットで競技を行わなければならない。的球がポケットできない、あるいは指定外のポケットに入ってしまった場合、ファウルをした場合にイニング終了となる。この際、ポケットされてしまった的球があればフットスポットへ戻す。第1イニング終了時、手球はその場所から動かさずに第2イニングを開始する（スクラッチした場合はキッチンへ手球を戻す）。第2イニングが終了した場合はラックを組み直し次のフレームを開始する。
1イニング目で連続10球ポケットすることをストライクと呼び、続く2つのイニングの点数がスコアへ加算される。2イニング目で10球すべてを取りきることをスペアと呼び、続く1つのイニングの点数がスコアへ加算される。

## スキル評価種目としての側面
ボウラードはポジションプレーの練習とポケット競技のスキル評価に役立つとされており、アベレージスコアをクラス分けの指標とすることもある。下記のスコアテーブルは参考文献の一書籍より一部引用したものであるが、この指標は書籍などにより異なる。
ビギナー … 40点未満
C級 … 40 ～ 80点未満
B級 … 80 ～ 150点未満
A級 … 150点 ～
また、日本プロポケットビリヤード連盟(JPBA)ではプロテストの実技試験種目としてこのボウラードを採用している。2008年現在の合格点は男子トーナメントプロが3ゲームで630点、女子トーナメントプロが3ゲームで420点となっている。かつては「レッスンプロ」の募集枠も存在し、合格点は3ゲームで450点としていたが、2008年現在においてレッスンプロは募集していない。トップレベルの実力をもつプレイヤーであればパーフェクトゲームを出すことは難しいことではない。大井直幸は2ゲーム連続のパーフェクトゲームを出し、3ゲームの合計で878点を記録してJPBAのプロとなっている。
なお、スキル評価については画一的なものではなく、例えばJPBA女子プロテストの合格点が「3ゲームで330点」から「3ゲームで420点」へ引き上げられるなどしていることから、その時代にあった評価がなされるものである。前述したように、クラス分けとなるアベレージスコアの指標値も書籍などにより異なっている。
日本ビリヤード協会(NBA)ではこのようなスキル評価を適正に行うため、ボウラードのスコア集計・管理を行うシステムBowlardNETを開発し全国展開している。このシステムではVOH(Virtual Official Handicap)と呼ばれるNBA公式のハンディキャップが認定される。VOHは1〜9の9段階で評価されるが、2008年現在ではシステムが試運転ということもあり、VOHがどれくらいのスキルであるかという明確なアナウンスは行われていない。ただ、CSカードで得られる収入の一部を割いてシステム稼動させていることから将来的にNBAが主催、あるいは協賛する試合に活用される可能性がある。なお、VOHはスコア変動に伴って上下する。